# Proxmox Virtual Environment
Proxmox Virtual Environment는 가상화 관리를 위한 오픈 소스 소프트웨어 서버이다. 호스팅되는 타입1 하이퍼바이저로서 리눅스와 윈도우를 포함한 운영 체제들을 x64 하드웨어에서 구동할 수 있다. 수정된 우분투 LTS 커널을 갖춘 데비안 기반 리눅스 배포판이며 가상 머신과 컨테이너의 디플로이와 관리를 가능케 한다.
Proxmox VE는 GNU 아페로 일반 공중 사용 허가서 버전 3로 배포된다.

## 같이 보기
- 커널 기반 가상 머신
- OVirt